# Geschnäbelter Erdrauch
Der Geschnäbelte Erdrauch (Fumaria rostellata), auch Schnabel-Erdrauch genannt, ist eine Pflanzenart aus der Gattung Erdrauch (Fumaria) in der Unterfamilie der Erdrauchgewächse (Fumarioideae) innerhalb der Familie der Mohngewächse (Papaveraceae).

## Beschreibung
Der Geschnäbelte Erdrauch ist eine ein- bis mehrjährige krautige Pflanze, die Wuchshöhen von 15 bis 50 Zentimetern erreicht. Sie wächst aufsteigend und ist kahl sowie blaugrün bereift. Die Blätter sind gestielt, doppelt gefiedert, mit gestielten Fiedern.
Die Blattzipfel sind 1 bis 2 Millimeter breit.
Die Blütezeit erstreckt sich von Juni bis September. Die zwittrigen Blüten sind zygomorph und rötlich. Sie sind etwa 7 Millimeter lang und stehen in aufrechten, reichblütigem sich allmählich verlängernden Trauben. Die Kelchblätter sind 2 bis 4 Millimeter lang, etwa halb so lang wie die Krone, breit dreieckig und so breit wie die Krone. Die Kronblätter sind rosa bis purpurrot, an der Spitze dunkler und haben einen roten Kiel.
Die Fruchtstiele sind aufrecht-abstehend und etwa so lang wie die lanzettlichen Hochblätter. Die Frucht ist trocken, fast glatt, gekielt, gestutzt oder meist kurz zugespitzt und fast kugelig mit einem Durchmesser von etwa 2 Millimetern.
Die Chromosomenzahl beträgt 2n = 14 oder 16.

## Vorkommen
Der Geschnäbelte Erdrauch ist in Osteuropa verbreitet. In Mitteleuropa kommt er in Niederösterreich, Thüringen, Sachsen-Anhalt vereinzelt doch meist nur unbeständig vor.
Der Geschnäbelte Erdrauch gedeiht am besten in kalkhaltigen, stickstoffreichen, lockeren oder wenigstens nicht zu sehr verdichteten Lehmboden. In Mitteleuropa besiedelt er Hackfruchtäcker, seltener auch Ödland oder Brachen.

## Taxonomie
Der Geschnäbelte Erdrauch wurde 1846 von Josef Knaf als Fumaria rostellata in Flora (Regensburg), Band 29, S. 290 erstbeschrieben.